# Procapra
Procapra là một chi động vật có vú trong họ Bovidae, bộ Artiodactyla. Chi này được Hodgson miêu tả năm 1846. Loài điển hình của chi này là Procapra picticaudata Hodgson, 1846.

## Hình ảnh

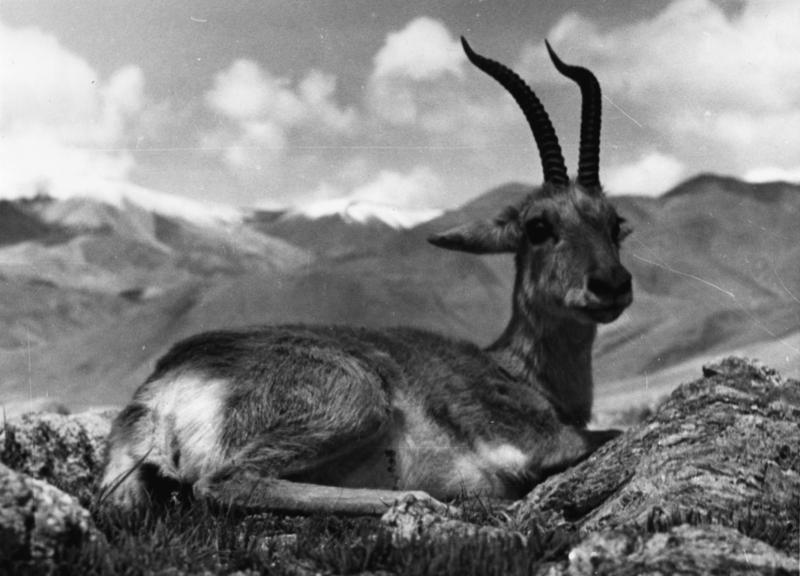
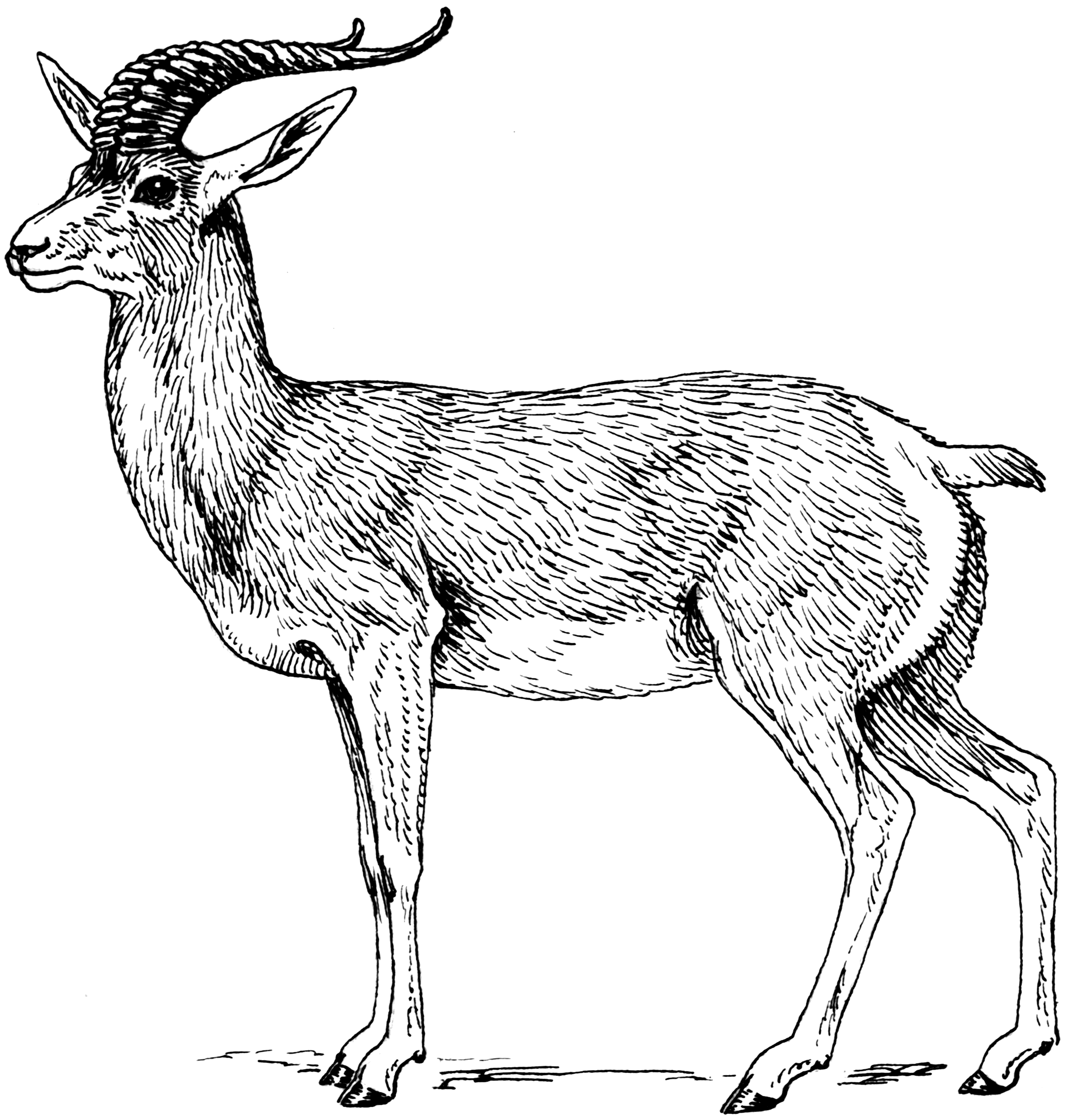

## Các loài
Chi này gồm các loài: